# 美和久百合
美和 久百合（みわ ひさゆり、7月21日 - ）とは元宝塚歌劇団娘役。元花組トップ娘役の人物である。山口県山口市出身。島根大学附属中学校出身。宝塚歌劇団時代の公称身長は160cm。宝塚歌劇団時代の愛称はミワク、一休。

## 来歴
1956年、宝塚音楽学校入学。
1957年、44期生として、宝塚歌劇団に入団。宝塚入団時の成績は52人中26位。初舞台公演演目は『春の踊り』である。
配属組は花、星、花である。
1967年8月、宝塚歌劇団を退団。最終出演公演は花組公演『燦めく星の下に』。

## 宝塚歌劇団時代の主な舞台
- 『虹のオルゴール工場』（星組）（1964年2月1日 - 3月1日、宝塚大劇場）
- 『狐貉狸さん』（花組）（1964年9月2日 - 3月29日、宝塚大劇場）
- 『われら花を愛す』（花組）（1965年3月3日 - 3月23日、宝塚大劇場）
- 『夜霧の城の恋の物語』（星組）（1966年1月1日 - 1月31日、宝塚大劇場）
- 『2人が出会うとき』（花組）（1966年6月2日 - 6月29日、宝塚大劇場）
- 『龍風夢』（花組）（1967年1月1日 - 1月25日、宝塚大劇場）